# Kolovratščica
Kolovratščica je potok, ki izvira v bližini vasi Kolovrat in se po svojem kratkem toku izliva v potok Medija, ki teče skozi naselje Zagorje ob Savi in se kot levi pritok izliva v reko Savo.